# Enterprise Township (Missouri)
Enterprise Township est un ancien township, situé dans le comté de Linn, dans le Missouri, aux États-Unis,.